# Walk on Water (Thirty Seconds to Mars)
Walk on Water è un singolo del gruppo musicale statunitense Thirty Seconds to Mars, pubblicato il 22 agosto 2017 come primo estratto dal quinto album in studio America.

## Descrizione
Walk on Water ha necessitato di un lungo periodo di registrazione e il gruppo ha fatto ricorso a diversi mezzi musicali e non, come l'uso di software e chat bot. Il frontman del gruppo, Jared Leto, autore del brano, ha definito il brano «un'ode sottile e minimalista».

## Promozione
Il brano è stato annunciato il 14 agosto 2017 attraverso un'anteprima di pochi secondi. Nel video, il trio viene rimproverato ironicamente dal loro produttore presso gli studi di registrazione della Interscope Records, che li accusa di aver lasciato passare troppo tempo dall'ultimo progetto musicale e di aver abusato dell'hashtag #Soon (presto) finendo con lo stancare i propri fan.
Il singolo è stato infine presentato in anteprima il 22 agosto 2017, venendo pubblicato per il download digitale nello stesso giorno.

## Accoglienza
Il brano è andato subito incontro a recensioni positive ed entusiastiche da parte della critica musicale. Michael Christopher di Loudwire ha dato un giudizio positivo alla canzone e ha lodato «la base elettronica e accattivante e anche il testo che si adatta al clima politico del periodo». Gil Kaufman di Billboard ha elogiato «i cori del brano e il ritmo propulsivo e stimolante della base». Jon Blistein di Rolling Stone l'ha definita «una canzone sferzante, con tamburi di marcia e sintetizzatori in forte espansione». Nick Reilly di Kerrang! è stato impressionato dalla traccia, etichettandola come «un'accesa chiamata alle armi».

## Tracce
Download digitale, CD promozionale (Francia)
1. Walk on Water – 3:06

Download digitale – Acoustic
1. Walk on Water (Acoustic) – 3:08

Download digitale – remix
1. Walk on Water (R3hab Remix) – 2:41

## Classifiche
| Classifica (2017)                | Posizione massima |
| -------------------------------- | ----------------- |
| Austria                          | 38                |
| Belgio (Fiandre)                 | 46                |
| Belgio (Vallonia)                | 71                |
| Francia                          | 54                |
| Germania                         | 84                |
| Regno Unito                      | 87                |
| Regno Unito (rock & metal)       | 1                 |
| Stati Uniti                      | 106               |
| Stati Uniti (alternative)        | 2                 |
| Stati Uniti (mainstream rock)    | 6                 |
| Stati Uniti (rock & alternative) | 5                 |
| Svizzera                         | 63                |